# Agostinho José Freire
Agostinho José Freire ComTE • CvA • GCNSC (Évora, 28 de agosto de 1780 — Lisboa, 4 de novembro de 1836) foi um oficial do Exército Português, onde atingiu o posto de major, ministro e conselheiro de Estado, que se distinguiu como estadista e distinto defensor da Causa Liberal.

## Biografia
Nasceu em Évora, em 28 de agosto de 1780, filho de nobres, o capitão Agostinho José Freire, de Vidais, Caldas da Rainha, e de mãe incógnita. Ainda novo, foi viver para Leiria, acompanhado de seu pai, tendo ali feito os primeiros estudos, de onde seguiu para Lisboa, para frequentar o grau seguinte do ensino. Terminados os estudos preparatórios, matriculou-se na Universidade de Coimbra, em cuja Faculdade de Ciências se formou em Matemática em 1807, tendo também cursado Filosofia, dando sempre provas de talento e aplicação.
Mas aquele que parecia destinado ao ensino, perante o seu país invadido pelos franceses, opta pelas armas entusiasmado pela resistência que o povo fazia ao invasor.
Destacou-se na Guerra Peninsular, durante o vintismo e nos primeiros anos da Monarquia Constitucional Portuguesa.
Foi bacharel em Matemática pela Faculdade de Ciências da Universidade de Coimbra, 36.º grã-cruz da Ordem de Nossa Senhora da Conceição de Vila Viçosa (1 de Dezembro de 1834), grã-cruz da Ordem de Carlos III de Espanha (28 de Agosto de 1834), cavaleiro da Ordem Militar de Avis, comendador da Ordem Militar da Torre e Espada, do Valor, Lealdade e Mérito (31 de Janeiro de 1835), conselheiro de Estado efectivo a 24 de Julho de 1834, ministro e Conselheiro de Estado (15 de Outubro de 1834), deputado, Presidente das Cortes Constituintes de 1821 e das Cortes, Par do Reino e diretor do Real Colégio Militar.
Foi nomeado Ministro da Guerra e Ministro da Marinha (interino), por D. Pedro IV, Ministro do Reino, em 1835 e em 1836.
Pertenceu à Maçonaria. Nos começos de 1821, houve eleições no Grande Oriente Lusitano, tendo João da Cunha Sotto-Mayor sido eleito Grão-Mestre. Era assessorado por Agostinho José Freire, José Correia da serra, Nuno Álvares Pato Moniz, José Ferreira Borges e Manuel Borges Carneiro.
Foi assassinado no decurso de Belenzada, após ter saído da casa do conselheiro João Baptista Felgueiras, aonde fora jantar, e se dirigia para o Palácio de Belém, sendo surpreendido na Calçada da Pampulha em Santos por um batalhão de guardas nacionais, onde um deles, mandando abrir as cortinas da sege, lhe dispara um tiro. Foi o corpo vandalizado e roubado, sendo levado pela plebe furiosa ao cemitério dos Prazeres. Mesmo depois de enterrado foi duas vezes exumado por ladrões, mandado-lhe a filha construir um mausoléu.
Teve uma filha natural de Maria Clara Braamcamp de Almeida Castelo Branco, 2.ª senhora do Morgado de Nossa Senhora da Vitória, filha de José Francisco Braamcamp de Almeida Castelo-Branco, irmão de Geraldo Venceslau Braamcamp de Almeida Castelo Branco, o 1.º barão de Sobral, filho de pai holandês, e de sua mulher Maria Antónia da Silva Franco de Moura e mulher de Manuel de Castro Pereira de Mesquita Pimentel Cardoso e Sousa, que foi Maria da Piedade Freire (9 de Junho de 1819 - Alenquer, Carregado, Quinta da Condessa), legitimada por Alvará Régio de D. Maria II de Portugal a 12 de Dezembro de 1836, casada em Lisboa, no Oratório da Casa da Rua Direita do Salitre, a 6 de Julho de 1837 com Lourenço de Lacerda Pinto da Silveira (Canelas, Casa do Covêlo, 1 de Setembro de 1796 - ?), com geração.